# Australia en los Juegos Olímpicos de París 1924
Australia estuvo representada en los Juegos Olímpicos de París 1924 por un total de 36 deportistas que compitieron en 9 deportes.  
El portador de la bandera en la ceremonia de apertura fue el atleta Edwin Carr.

## Medallistas
El equipo olímpico australiano obtuvo las siguientes medallas:
| Nombre                                                  | Deporte   | Competición       |
| ------------------------------------------------------- | --------- | ----------------- |
| Oro                                                     |           |                   |
| Anthony Winter                                          | Atletismo | Triple salto M    |
| Andrew Charlton                                         | Natación  | 1500 m libre M    |
| Richmond Eve                                            | Saltos    | Salto ordinario M |
| Plata                                                   |           |                   |
| Andrew Charlton Moss Christie Ernest Henry Ivan Stedman | Natación  | 4 × 200 m libre M |
| Bronce                                                  |           |                   |
| Andrew Charlton                                         | Natación  | 400 m libre M     |
| Frank Beaurepaire                                       | Natación  | 1500 m libre M    |